# کمبود سلول تی
کمبود سلول‌های تی (به انگلیسی: T cell deficiency) عارضه‌ای است که به دلیل کاهش کارکرد سلول‌های تی (T) منفرد ایجاد می‌شود و سبب نقص ایمنی در ایمنی سلولی می‌شود. عملکرد طبیعی سلول‌های T برای کمک به ایمنی بدن انسان است، این سلول‌ها یکی از دو نوع اصلی لنفوسیت هستند (دیگر سلول‌های بی هستند).

## علائم و نشانه‌ها
تظاهرات در علل متفاوت است، اما نارسایی سلول‌های T عموماً به صورت عفونت‌های ویروسی شایع نامعمول شدید (ویروس سین‌سیشیال تنفسی، روتاویروس)، اسهال، و بثورات اگزماتو یا اریترودرماتوز پدیدار می‌شود. اختلال رشد و کاشکسی نشانه‌های بعدی کمبود سلول T هستند.

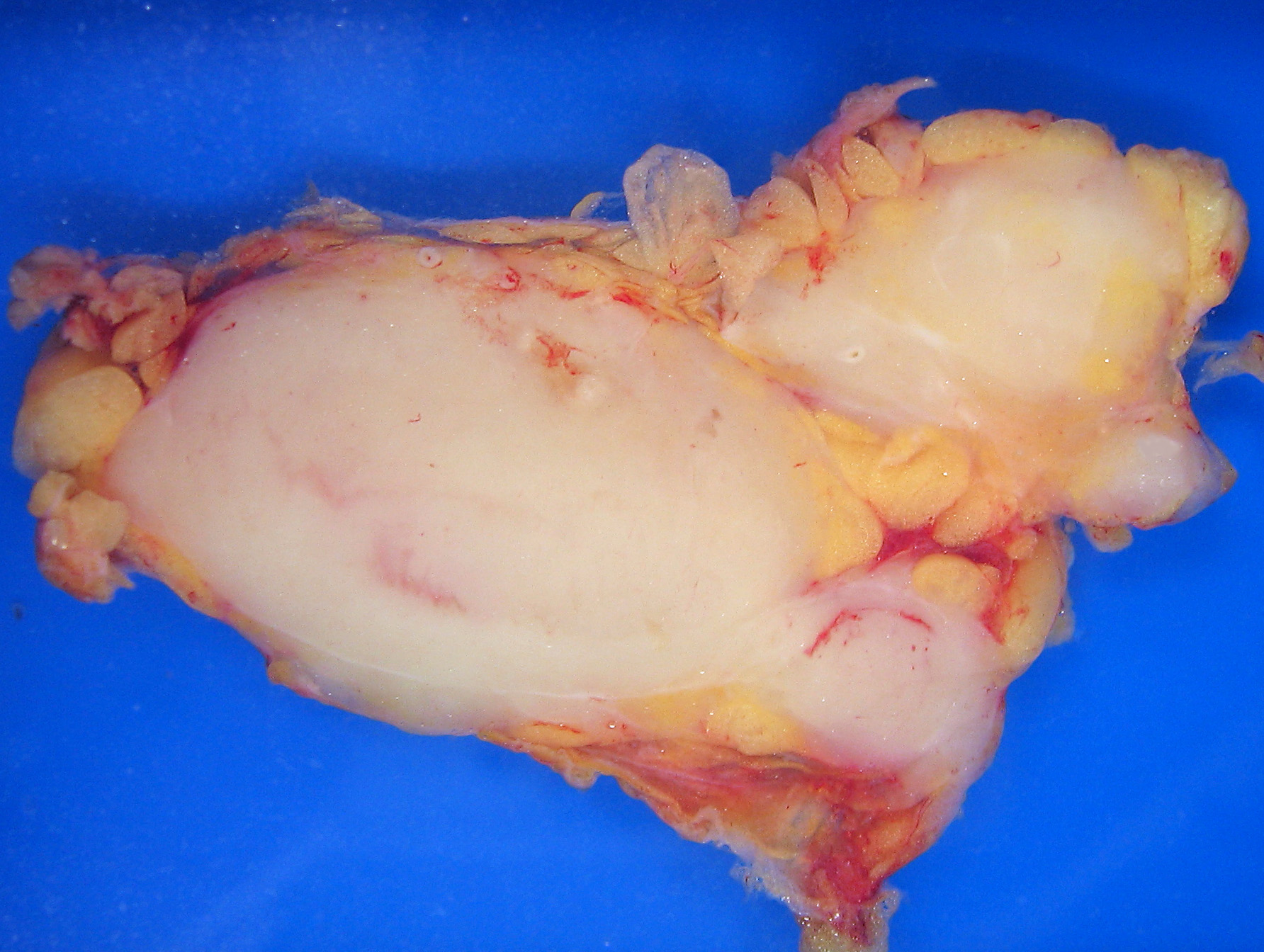
لنفوما